# 酸化還元指示薬
酸化還元指示薬（さんかかんげんしじやく、英: redox indicator）とは酸化還元滴定に用いられる呈色指示薬である。

## 概要
例えば、過マンガン酸カリウム溶液は、それ自身が消費されることで濃紫から無色となるので滴定液自身が指示薬になっている。またヨウ素液はヨウ素デンプン反応を使って指示薬とすることが出来る。
それ以外の酸化還元滴定は酸化還元指示薬を使って比色するか、酸化還元電位を測定して当量点を求める必要がある。
酸化還元により呈色する代表的な酸化還元指示薬は指示薬の一覧に詳しい。